# Стратегия-31
«Стратегия-31» — всероссийское гражданское движение в защиту свободы собраний в России. Начиналось летом 2009 года как бессрочная серия гражданских акций протеста в защиту свободы собраний (31-я статья Конституции РФ), которые регулярно проводились с 31 мая 2009 года в Москве на Триумфальной площади в 18:00 каждое 31 число месяца, если такое число в месяце присутствовало.

## История
С 2010 года акции в рамках «Стратегии-31» регулярно проводятся также в Санкт-Петербурге у Гостиного Двора и других городах России, придав «Стратегии-31» характер всероссийского движения. В мае 2010 года движение «Стратегия-31» охватило более 40 регионов России.
Митинги и пикеты солидарности в поддержку «Стратегии-31» проводились также за рубежом — в Берлине, Брюсселе, Киеве, Праге, Тель-Авиве, Хельсинки, Брно, Коуволе, Турку, Таллине.
31 декабря 2010 года в 18:00 по пекинскому времени флэш-моб в знак солидарности с участниками «Стратегии-31» впервые прошёл в Пекине, рядом с площадью Тяньаньмэнь. Вход на саму площадь был закрыт накануне в связи с праздничными предновогодними мероприятиями.
Инициированная в июле 2009 года лидером коалиции «Другая Россия» Эдуардом Лимоновым, «Стратегия-31» впоследствии была поддержана известными российскими правозащитными организациями — Московской Хельсинкской группой, правозащитным центром «Мемориал», движением «За права человека», а также рядом общественно-политических движений и организаций.
За первый год существования движения ни один из митингов на Триумфальной площади Москвы в рамках «Стратегии-31» ни разу не был санкционирован властями. Среди причин отказа в согласовании назывались запланированные в том же месте:
|                 | Контр-акция                                                                               |
| --------------- | ----------------------------------------------------------------------------------------- |
| 31 июля 2009    | Фестиваль «Выбирай здоровье, будь как мы»                                                 |
| 31 августа 2009 | Спортивный фестиваль молодежи                                                             |
| 31 октября 2009 | Военно-спортивный праздник «Дивизион»                                                     |
| 31 декабря 2009 | Акция прокремлёвского движения «Россия молодая»                                           |
| 31 января 2010  | Праздник «Зимние забавы»                                                                  |
| 31 марта 2010   | Акция прокремлёвских молодёжных организаций «День поколения» («Поколение против террора») |
| 31 мая 2010     | Акция прокремлёвских молодёжных организаций «День поколения. Донорство»                   |
| 31 июля 2010    | Московский автомотофестиваль Федерации автомобильного спорта города Москвы                |
| 31 августа 2010 | Реконструкция Триумфальной площади со строительством подземного паркинга под ней          |
| 31 марта 2011   | Акция прокремлёвских молодёжных организаций «День поколения. Донорство»                   |

Каждая из прошедших в Москве акций «Стратегии-31» разгонялась силами милиции и ОМОНа, что сопровождалось массовыми задержаниями участников этих акций. Аналогичные митинги в Астрахани, Санкт-Петербурге и других городах также не получали согласования у властей, а их участники подвергались задержаниям и судебному преследованию по административным статьям.
Большой общественный и международный резонанс вызвала акция 31 декабря 2009 года, во время которой бойцами ОМОНа в числе десятков других задержанных была схвачена и препровождена в отделение милиции председатель МХГ Людмила Алексеева. Председатель Европарламента Ежи Бузек и Совет национальной безопасности США высказали своё возмущение задержанием известной правозащитницы, газета «The New York Times» предоставила свою первую полосу статье об этой акции протеста «Энтузиазм российских диссидентов вынесет любые испытания».
С 31 января 2010 года одновременно с московской акцией на Триумфальной площади митинги и пикеты в рамках «Стратегии-31» стали проходить также в 18 других городах России — Петербурге, Архангельске, Владивостоке, Екатеринбурге, Кемерове, Иркутске и других. «Стратегия-31» приобрела всероссийский характер, преобразовываясь из локальной инициативы в широкое движение. 21 марта 2010 года в Москве прошла конференция участников движения, собравшая делегатов из полутора десятков городов-участников «Стратегии-31».
19 апреля 2010 года по адресу strategy-31.ru начал работать официальный сайт «Стратегии-31».
31 мая 2010 года митинги в рамках «Стратегии-31» прошли в 41 городе России. В Москве эта акция стала самой массовой и наиболее продолжительной за всю историю «Стратегии-31». В этот день на Триумфальной площади собралось около 2000 демонстрантов, которые не расходились на протяжении двух часов, несмотря на массовые задержания и грубые действия со стороны милиции. Акция 31 мая 2010 года стала рекордной и по числу задержанных — 170 человек в Москве и от 60 до 95 в Санкт-Петербурге. Сообщалось об избиениях задержанных, в том числе и девушек, активисту движения «Солидарность» журналисту Александру Артемьеву милиционеры сломали руку в двух местах..
Российские правозащитники и общественные деятели потребовали отставки мэра Москвы и привлечения к уголовной ответственности, как рядовых милиционеров, так и тех из руководства ГУВД, кто был причастен к избиениям граждан и фальсификациям рапортов и протоколов.
31 мая 2015 года прошла последняя акция, она была согласована с властями. В последнее время основной темой выступлений на Триумфальной площади была ситуация на юго-востоке Украины, в ходе митинга проводили сбор средств для беженцев и жителей Донбасса. Впервые московская мэрия согласовала митинг на Триумфальной площади в мае 2014 года, власти стали более терпимо относиться к сторонникам «Другой России» после того, как Лимонов поддержал аннексию Крыма Россией и призвал признать независимость самопровозглашённых Донецкой и Луганской народных республик.

## Предпосылки возникновения движения

### Нарушение Конституции
Граждане Российской Федерации имеют право собираться мирно без оружия, проводить собрания, митинги и демонстрации, шествия и пикетирование.
Российское законодательство о митингах требует согласования митингов и шествий с властями, что по мнению организаторов Стратегии-31, противоречит Конституции.
По оценкам ряда российских и международных правозащитных организаций, на фоне общего ухудшения ситуации с соблюдением прав человека в России в конце «нулевых» годов XXI столетия всё больше проблем стало возникать у граждан с возможностью реализовать своё право на проведение мирных протестных акций. В докладе правозащитной организации Freedom House за 2009 год отмечалось: «Правительство последовательно ограничивало свободу собраний и ассоциаций. В последние годы многочисленные факты силового подавления эффективно препятствовали проведению протестных выступлений.»
На протяжении нескольких лет неоднократным запретам и силовым разгонам подвергались митинги и шествия политической оппозиции (в частности, марши несогласных), выступления автомобилистов, недовольных ростом пошлин, прочие выступления граждан с социальными требованиями, правозащитные акции активистов ЛГБТ, выступающих против дискриминации меньшинств, и т. п. В докладе Московской Хельсинкской группы «О нарушении прав человека на мирные собрания в регионах России» говорилось:

Проблема нарушения прав человека на мирные собрания приобретает в Российской Федерации первостепенное значение. Эти нарушения, наряду с нарушениями избирательных прав и свободы слова фактически ставят под угрозу все демократические ценности гражданского общества в России.
И если ранее эти нарушения фиксировались как отдельные факты, то с 2006 года они стали иметь не только массовый, но и системный характер в большинстве регионов России. 
В докладе МХГ также отмечалось, что факты применения насилия со стороны милиции по отношению к манифестантам не расследуются должным образом:

Нарушение законодательства со стороны властей и правоохранительных органов практически никогда не влечёт за собой адекватного наказания, что позволяет им чувствовать свою безнаказанность и воспроизводить тактики произвола по отношению к участникам и организаторам публичных мероприятий.
Негативные тенденции с соблюдением свободы собраний отмечались и в докладе Уполномоченного по правам человека в Российской Федерации за 2009 год. В нём, в частности, говорилось:

В отчетном году заметно усилилась тенденция к подмене установленного Конституцией и действующим законодательством Российской Федерации уведомительного порядка проведения мирных собраний на фактически разрешительный.

## Московский период становления «Стратегии-31»
В июле 2009 года один из лидеров коалиции «Другая Россия» Эдуард Лимонов выступил с идеей долгосрочной «Стратегии-31» — проведения регулярных гражданских акций в защиту свободы собраний каждое 31 число в одном и том же месте, на Триумфальной площади Москвы. Эдуард Лимонов так формулировал цели и задачи этого протестного проекта:

 «Стратегия-31» позволяет нам:
1. Обозначить горячую точку в городе, куда мы вызываем граждан отстаивать свои права: одна дата, один час, одна площадь, одна цель — добиться права проводить мирные митинги;
2. Мы экономим на средствах информации, объявив один раз, где и когда собираться, устанавливаем протестную традицию;
3. Граждане, приучившись к площади Свободы (Триумфальной), будут в дальнейшем знать, куда являться в случаях крупных политических ЧП;
4. Вокруг живой борьбы за статью 31 Конституции можно объединить самые бесстрашные силы общества, невзирая на партийные различия;
5. Нашему обществу давно нужен единый, однажды поднятый беспартийный неполитический флаг. Мы подняли такой флаг;
6. Мы привлечем таким образом все больше несогласных и протестных сил каждый раз. Видя пример сотен смелых, к нам придут тысячи.

У «Стратегии-31», таким образом, есть единая цель, есть огромная перспектива развития.— Эдуард Лимонов. «Уроки 31 июля»

### 31 июля 2009

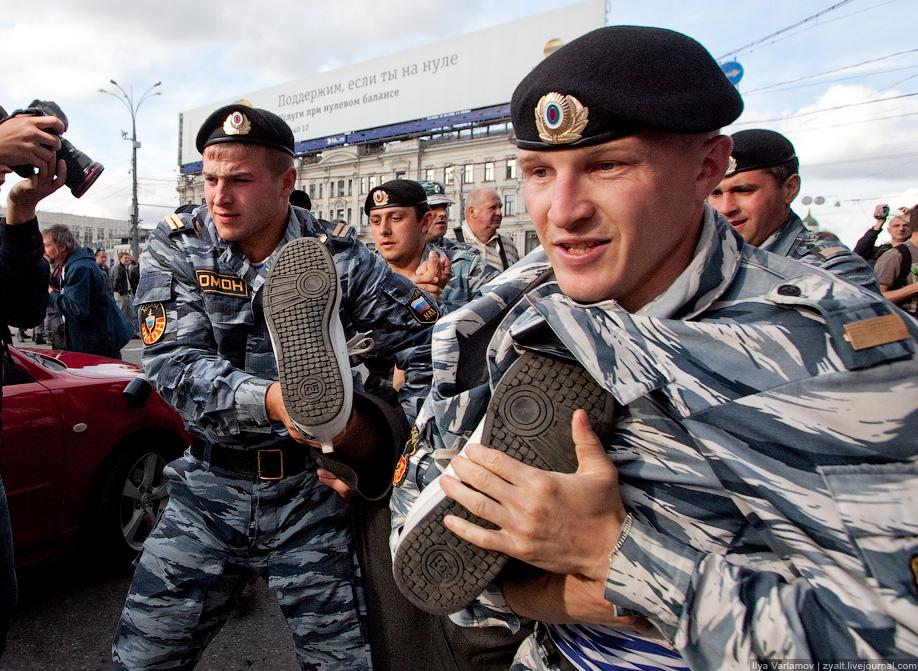
Триумфальная площадь 31 июля 2009

Первая акция в рамках «Стратегии-31» состоялась на Триумфальной площади Москвы 31 июля 2009 года. Власти города отказались согласовать заявку на проведение митинга, сославшись на то, что на 15:00 в этот день на площади было запланировано проведение спортивного фестиваля «Выбирай здоровье, будь как мы!». Никаких альтернатив для проведения митинга мэрией предложено не было.
Уже к середине дня к площади были стянуты значительные силы правоохранительных органов — более десяти автобусов с милицией и ОМОНом, восемь крытых грузовиков с сотрудниками внутренних силовых ведомств, а также более десятка экипажей ДПС. Площадь была оцеплена, въезд на площадь блокировали выстроенные вряд четыре самосвала «КамАЗ». На опустевшей площади было замечено лишь трое участников официального спортивного мероприятия.
Несмотря на запрет властей, к 18:00 на Триумфальной площади собралось около 200 участников митинга в защиту 31 статьи Конституции. Эдуард Лимонов не смог добраться до места проведения акции, сотрудники милиции остановили его автомобиль в районе станции метро Кропоткинская и задержали организатора акции без объяснения причин. В течение часа милиция и ОМОН, периодически выстраиваясь в цепи, начинали теснить людей то в одну, то в другую сторону, пытаясь вытеснить граждан с площади или загнать в метро. Одновременно с этим проводились задержания как участников акции, так и случайных прохожих. По данным ГУВД Москвы было задержано 47 человек.
Организаторы митинга подали иск в суд, считая запрет на проведение акции незаконным. Однако Тверской суд Москвы 8 сентября 2009 года признал законным отказ столичных властей согласовать проведение «митинга несогласных» 31 июля на Триумфальной площади.

### 31 августа 2009
На 31 августа 2009 года было запланировано проведение очередного митинга в защиту свободы собраний. 21 августа организаторы акции подали уведомление в мэрию, ответ был получен лишь через пять суток 26 августа, несмотря на то, что закон обязывает власти в трёхдневный срок рассмотреть заявку. Мэрия отказала в согласовании митинга, объясняя своё решение «непригодностью Триумфальной площади для размещения 500 человек» и наличием другого уведомления о проведении в этом месте «публичного мероприятия». Организаторам было предложено провести свой митинг на Чистопрудном бульваре или площади Краснопресненской заставы.
Организаторы митинга сочли аргументы чиновников необоснованными и приняли решение провести митинг в соответствии со своими первоначальными планами, несмотря на запрет властей.

«Хотя мэрия и предложила альтернативный вариант митинга в 250 человек у памятника Грибоедову, сама причина отказа высосана из пальца. В мэрии даже не сразу разобрались, что у них на этот раз пройдет на Триумфальной — пикет или фестиваль»,
 — говорилось в заявлении организаторов митинга.

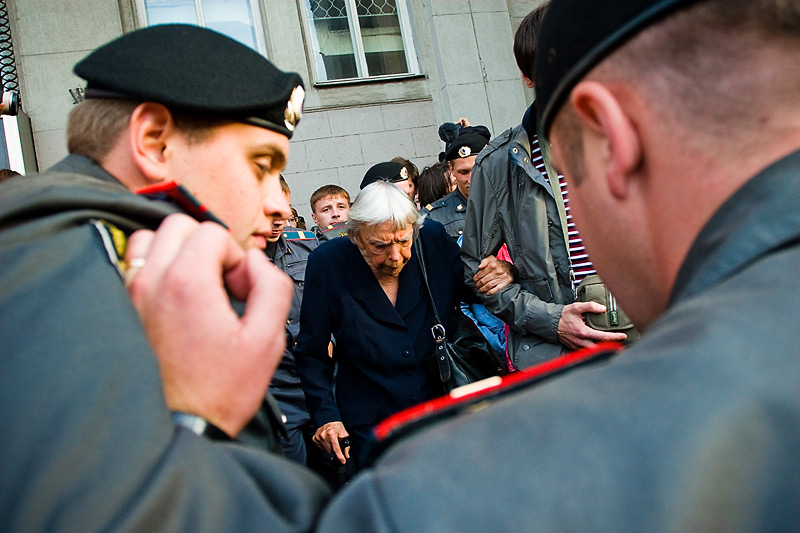
Людмила Алексеева на Триумфальной площади, 31 августа 2009

К вечеру 31 августа Триумфальная площадь была оцеплена плотным кольцом милиции и ОМОНа, внутри оцепления проходили соревнования велосипедистов. К 18:00 у оцепления стали собираться участники митинга, а также в качестве наблюдателей прибыли исполнительный директор движения «За права человека» Лев Пономарёв и председатель МХГ Людмила Алексеева. С десяток ОМОНовцев, взявшись за руки, окружили Людмилу Алексееву плотным кольцом и сопровождали всё время пребывания её на площади, мешая контактам с прессой. Эдуард Лимонов был задержан милицией ещё на подходе к Триумфальной площади.
Граждан, прибывших для участия в митинге, на площадь не допускали, при попытке скандирования лозунгов участники акции задерживались, некоторых грубо волокли по асфальту в милицейские автобусы. Пресекались также контакты участников акции с прессой. Так во время интервью с журналистами был задержан Лев Пономарёв и стоящий с ним рядом бывший советский политзаключённый Михаил Кукобака. При задержании Льву Пономарёву разбили очки. У метро «Маяковская» без объяснения причин был задержан один из организаторов митинга Сергей Аксенов, который в это время давал интервью журналистам. Лидер молодёжного движения «Мы» Роман Доброхотов был задержан милицией дважды. В первый раз его задержали в метро ещё до начала акции и затем отпустили после проведения беседы, а затем уже на площади, когда Роман Доброхотов и несколько его товарищей пели под гитару песни The Beatles, они были схвачены и препровождены в милицейский автобус. (Видеорепортаж Грани-ТВ)
Всего было задержано 30 человек, после чего милиция стала оттеснять людей к станции метро.

### 31 октября 2009
19 октября 2009 года Людмила Алексеева, Эдуард Лимонов и Константин Косякин подали заявку в мэрию (видео) на проведение очередного митинга на Триумфальной площади, запланированного на 31 октября 2009 года. Мэрия вновь отказалась согласовать акцию и предложила альтернативы — Болотную площадь или набережную Тараса Шевченко, мотивируя отказ тем, что на Триумфальной площади в этот день будут проходить военные игры, «приуроченные к годовщине наступления советских войск под Москвой». (Интернет-издание Грани.ру в связи с этим напомнило, что контрнаступление под Москвой началось 5 декабря 1941 года и продолжалось до 8 января 1942 года).
«Власть продолжает принимать конфронтационные решения», — так прокомментировала Людмила Алексеева попытки мэрии изменить место проведения митинга, назвав возражения властей несостоятельными. Организаторы акции предприняли серию попыток договориться с чиновниками о компромиссном решении:

«Мы узнали, что игры будут проводиться с 16 до 19 часов. Тогда мы в свою очередь выдвинули встречное предложение сдвинуть игры на один час, так как наша заявка была на 18 часов»,— сообщил журналистам Эдуард Лимонов.
Но несмотря на все усилия, положительного ответа от властей города так и не было получено, организаторы акции приняли решение выходить на Триумфальную площадь вопреки запрету властей.
К вечеру 31 октября Триумфальная площадь была оцеплена милицией, её окружали более 20 автобусов с ОМОНом, а также машины внутренних войск. В центре площади стояла палатка, полевая кухня, развевался советский флаг — там проходили официальные военно-патриотические мероприятия. Для участия в митинге около милицейского оцепления собрались по разным оценкам от 100, как заявило впоследствии ГУВД Москвы, до 500, как писала пресса, участников несостоявшегося митинга. Людмила Алексеева пришла с плакатом «Уважайте российскую Конституцию» и пробыла на площади какое-то время. Её повсюду сопровождал начальник Управления общественных связей ГУВД Москвы полковник Виктор Бирюков, ограждая от попыток задержания со стороны своих подчинённых.
После того, как Людмила Алексеева покинула площадь, начались провокации и задержания. Активисты прокремлёвского молодёжного движения «Россия Молодая» выскочили из метро в масках и балахонах, зажгли фаеры, стали разбрасывать листовки. В своих листовках они называли собравшихся на площади «злыми куклами», которые «ненавидят Россию и управляются из-за рубежа». Милиция принялась задерживать как активистов «России молодой», так и участников акции протеста. Всего было доставлено в отделения более 50 участников «Стратегии-31», остальных в течение получаса милиции удалось вытеснить с площади к станции метро.

### 31 декабря 2009

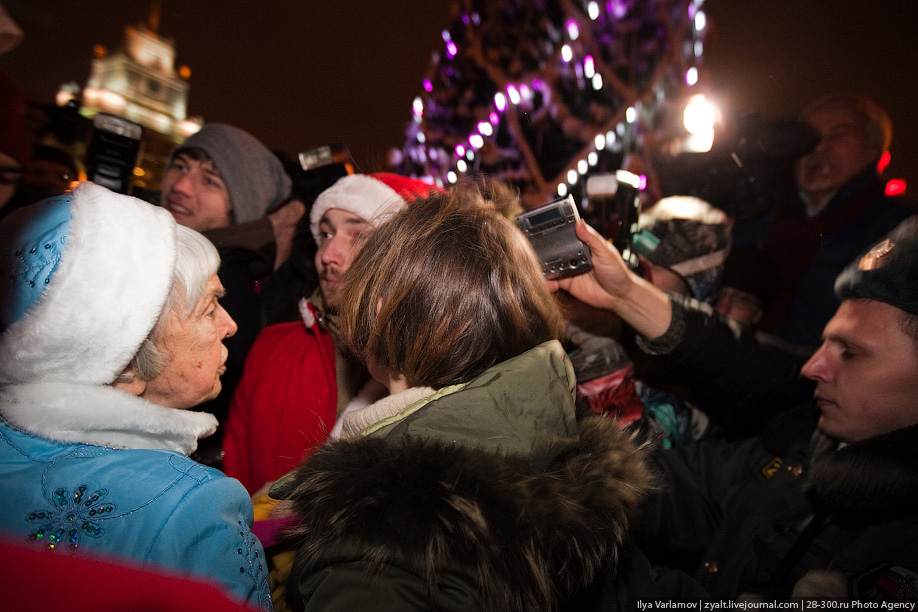
Триумфальная площадь 31 декабря 2009

Заявка на проведение 31 декабря 2009 года на Триумфальной площади митинга в защиту свободы собраний, которую 16 декабря подали в мэрию Людмила Алексеева, Эдуард Лимонов и Константин Косякин, в очередной раз была отклонена. Власти, не сообщив причины отказа, предложили организаторам в качестве альтернативы Болотную площадь или площадку у памятника Грибоедову на Чистопрудном бульваре. 23 декабря, через пять дней после того, как оппозиция получила отказ в проведении митинга, на сайте прокремлёвской организации «Россия молодая» был опубликован анонс о проведении 31 декабря на Триумфальной площади акции по сбору донорской крови.
В последнюю предновогоднюю неделю «Объединённый гражданский фронт» попытался провести на Триумфальной площади серию одиночных пикетов в защиту 31 статьи Конституции, однако 25 декабря активист ОГФ, вышедший в одиночный пикет, был задержан и доставлен в отделение милиции. Организаторы митинга в защиту свободы собраний предупредили мэрию, что выйдут 31 декабря на Триумфальную, несмотря на запрет. Как сообщил член исполкома коалиции «Другая Россия» Александр Аверин:

«Оргкомитет напомнил мэрии, что процедура согласования митинга с участием представителей правительства Москвы и заявителями конкурирующих публичных мероприятий так и не была проведена, в связи с чем отказ в согласовании акции незаконен»

«Я себе купила для гуляний шикарный костюм Снегурочки. Пришью к нему большую цифру „31“, с восклицательным знаком. Ни в одном законе не написано, что на костюм Снегурочки нельзя прикрепить что-то, напоминающее о 31-й статье Конституции»
К вечеру 31 декабря Триумфальная площадь была заблокирована милицейским оцеплением и военными грузовиками. К 18:00 на Триумфальной собралось по разным оценкам от 300 до 500 сторонников свободы собраний, милиция практически сразу приступила к задержаниям. По свидетельству корреспондента радиостанции Эхо Москвы, милиция и ОМОН обращались с собравшимися на площади «очень грубо», задерживая не только оппозиционеров, но и случайных прохожих, а также журналистов. Всего было задержано более 50 человек, включая Эдуарда Лимонова, а также Людмилу Алексееву, которая успела пробыть на площади не более трёх минут.
Известие о задержании известной российской правозащитницы сразу же облетело российские и зарубежные информационные агентства и вызвало большой резонанс. Через некоторое время сотрудники милиции предложили Людмиле Алексеевой покинуть автобус, однако она отказалась и заявила, что уйдёт лишь тогда, когда будут освобождены все задержанные. В результате освобождением демонстрантов занялся лично начальник ГУВД Москвы генерал-майор Колокольцев, который обзванивал отделения милиции и требовал в кратчайшие сроки закончить оформление протоколов и освободить задержанных.
С резкими заявлениями в адрес российских властей в связи с разгоном мирной акции и задержанием Людмилы Алексеевой выступили Совет национальной безопасности США, Председатель Европарламента Ежи Бузек, международная правозащитная организация «Amnesty International», сопредседатель партии «Правое Дело» Леонид Гозман. Газета «The New York Times» в статье, посвящённой этому инциденту, привела высказывание Пола Голдберга (Paul Goldberg), соавтора Алексеевой, который в конце 80-х помогал правозащитнице в написании книги «Поколение оттепели»:

«Им следовало бы раздать фотографии Людмилы Алексеевой всем сотрудникам правоохранительных органов с пометкой: „Никогда не арестовывайте эту женщину“, — заметил г-н Голдберг, живущий сейчас в Вашингтоне и работающий редактором. — С ней лучше не ссориться. Она отлично может заставить собеседника почувствовать себя дерьмом, но никогда не сделает это необоснованно — только если он и вправду дерьмо».

### 31 января 2010
Накануне 31 января 2010 года правозащитный центр «Мемориал», «Московская Хельсинкская группа» и движение «За права человека» официально поддержали акции «Стратегии-31». В заявлении правозащитников говорилось:

«Правозащитный центр „Мемориал“ находит неприемлемым демонстративный отказ властей согласовать публичное мероприятие. В связи с этим мы, так же, как Московская Хельсинкская группа и Общероссийское движение „За права человека“, поддерживаем акцию и намерены выйти 31 января 2010 года в 18:00 на Триумфальную площадь, надев бэйджи в защиту 31-й статьи Конституции. <…> Мы надеемся, что власти не допустят насилия по отношению к участникам акции, осуществляющим своё конституционное право.»
О поддержке «Стратегии-31» также заявили молодёжные движения «Оборона», «Мы» и НДСМ, правозащитная организация «Союз солидарности с политзаключёнными» и московское отделение оппозиционного движения «Солидарность». С заявлениями в поддержку митингов на Триумфальной площади выступили народные артисты России Александр Филиппенко и Наталья Фатеева, писатели Григорий Остер и Захар Прилепин.

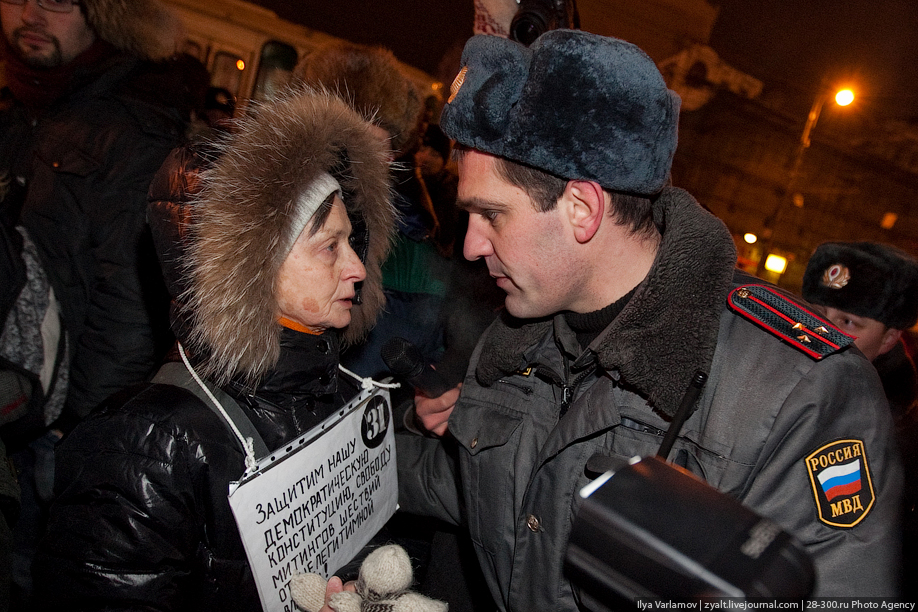
Противостояние на Триумфальной
31 января 2010

Власти в очередной раз отказали заявителям митинга на Триумфальной площади, ссылаясь на то, что в этот раз площадь будет занята мероприятием «Зимние забавы». Международная правозащитная организация Amnesty International выступила с обращением к российским властям, в котором напомнила, что Россия обязана соблюдать положения Европейской Конвенции о защите прав человека и основных свобод. «Призываем власти Москвы проявить уважение к праву на проведение мирных акций и не срывать митинг, запланированный на 31 января», — говорилось в сообщении пресс-службы Amnesty International. Несмотря на это глава ГУВД Москвы Владимир Колокольцев заявил, что милиция не допустит проведения акции протеста на Триумфальной площади столицы.
31 января 2010 года Триумфальная площадь вновь была оцеплена значительными силами милиции, ОМОНа и военнослужащими внутренних войск. Корреспондент газеты «Коммерсантъ» недоумевал, в чём заключались обещанные московскими властями «Зимние забавы»: «Триумфальную со всех сторон закрыли металлическими барьерами, а на огороженном пространстве стояло лишь несколько милицейских автобусов и недоделанный плакат, изображавший две горные вершины». Когда к 18:00 у оцепления собралось по разным оценкам от 700 до тысячи демонстрантов, в их числе и известные правозащитники из московского «Мемориала», милиция стала предпринимать попытки выдавить участников акции с площади, что спровоцировало давку. Корреспондент газеты «Московский комсомолец» так описывал происходившее на Триумфальной площади:

«Те милиционеры, что стояли в оцеплении, вели себя вполне сдержанно, не проявляя агрессии. Когда им приказывали, они просто брались за руки и теснили людей, размазывая их по стенам метро, или сжимали, как прессом, надавливая сзади и спереди. Зато группы задержания работали с огоньком. Они смело бросались в гущу, выхватывали добычу и бегом волокли в автобус.»
В итоге были задержаны и доставлены в отделения милиции около 150 человек. Среди задержанных оказались глава правозащитного центра «Мемориал» Олег Орлов, лидер движения «За права человека» Лев Пономарёв, член бюро движения «Солидарность» Борис Немцов, лидер нацболов Эдуард Лимонов и другие известные общественные деятели. Людмилу Алексееву на этот раз милиция задерживать не стала, но её вывели из толпы за милицейское оцепление. Сама Алексеева на этот счёт позже высказала такое предположение: «Очевидно, было указание, чтобы бабушка не умерла во время митинга, так как будет международный скандал». Несмотря на противодействия милиции и массовые задержания, акция протеста продолжалась полтора часа.
Международная федерация прав человека и Всемирная организация против пыток выступили с заявлениями, осудив разгон оппозиционного митинга и задержание его участников. «Разгон мирного митинга происходит на фоне нарастающих репрессий против всех инакомыслящих. <…> Несмотря на то, что свобода собраний находится под защитой Конституции, на подобные митинги систематически не дают разрешения, они разгоняются ОМОНом», — подчёркивалось в заявлении.

#### Расширение географии «Стратегии-31»
31 января 2010 года, параллельно с акцией на Триумфальной площади в Москве, митинги и пикеты в защиту 31 статьи Конституции были проведены в 17 городах России. В некоторых из них мероприятия были согласованы с властями и прошли спокойно, так например, без репрессий со стороны милиции были проведены пикеты в Астрахани, Архангельске, во Владивостоке, Красноярске и Ярославле. В некоторых городах акции «Стратегии-31» были пресечены милицией, а участники подверглись задержаниям.
В Санкт-Петербурге к 18:00 на площадь у станции метро Гостиный двор собралось около полутора сотен участников «Стратегии-31». В противовес демонстрантам власти выделили до 700 сотрудников милиции и ОМОНа. В течение десяти минут сотрудники милиции уговаривали собравшихся разойтись, заявляя, что митинг незаконен, после чего ОМОН стал хватать тех, у кого в руках были таблички с цифрами 31 или текст Конституции. Всего в отделения милиции был доставлен 41 человек, им предъявили обвинения в административном правонарушении. В качестве обоснования в милицейских протоколах значилось: «Участвовал в несанкционированном митинге, мешал проходу граждан и выкрикивал лозунг „Россия будет свободной!“».
Организаторы состоявшихся протестных выступлений высказали намерение в дальнейшем регулярно проводить в своих городах акции в рамках «Стратегии-31» каждое 31 число, аналогично московским акциям на Триумфальной площади.

## Всероссийское движение «Стратегия-31»

### 31 марта 2010

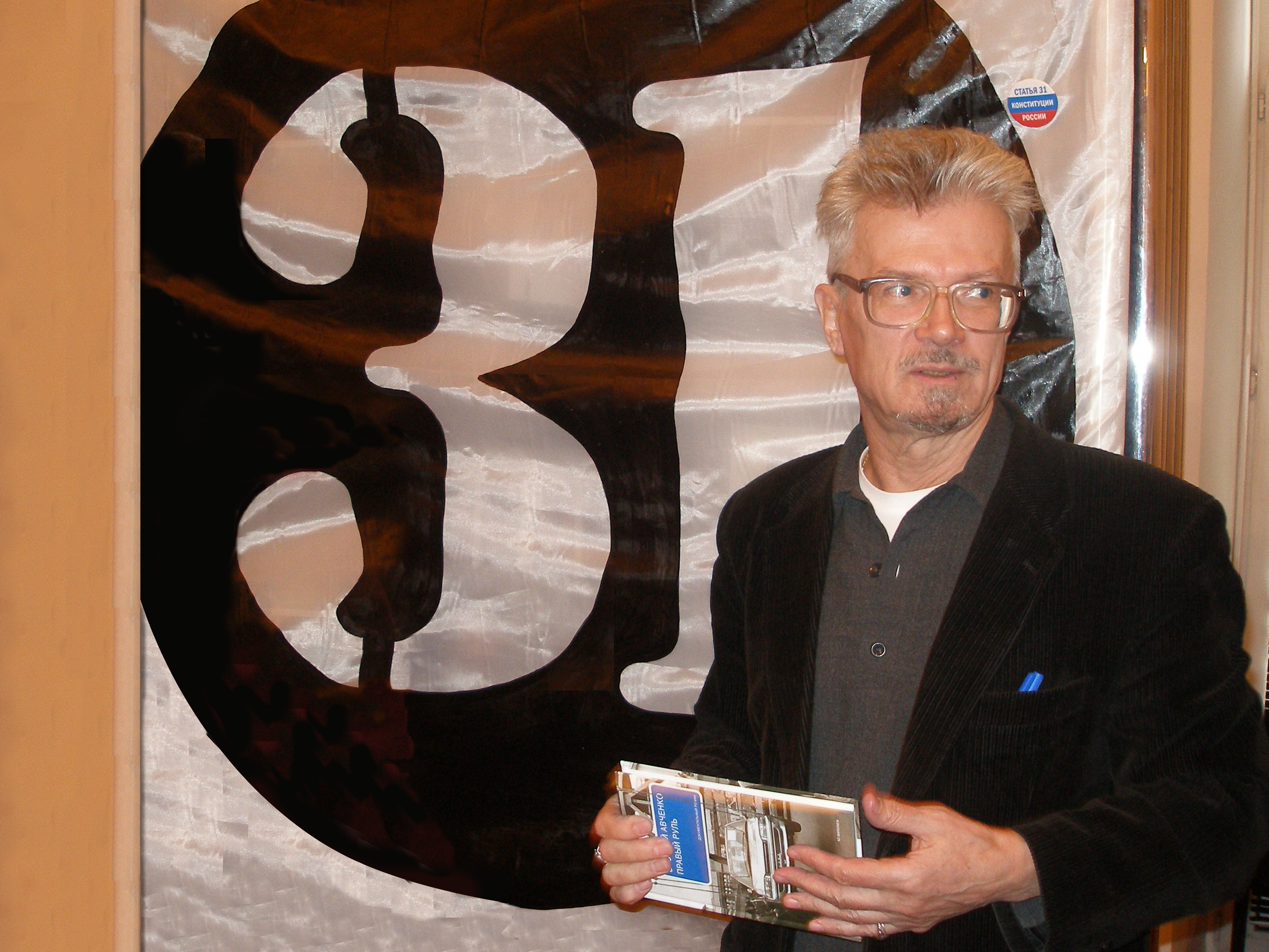
Эдуард Лимонов.
Всероссийская Конференция участников «Стратегии-31», 21 марта 2010

21 марта 2010 года в Москве в Общественном центре им. Андрея Сахарова состоялась конференция всероссийского движения в защиту 31 статьи Конституции, в которой приняли участие организаторы акций «Стратегии-31» из Архангельска, Астрахани, Владивостока, Волгограда, Екатеринбурга, Иркутска, Москвы, Мурманска, Нижнего Новгорода, Омска, Пскова, Ростова-на-Дону, Санкт-Петербурга и Ярославля. Вели конференцию организаторы митингов на Триумфальной площади Москвы Людмила Алексеева, Эдуард Лимонов и Константин Косякин. Делегаты обменялись опытом проведения протестных мероприятий в своих городах, рассказали о возникающих проблемах.
В своём выступлении на конференции движения Людмила Алексеева сказала, что считает положительным тот факт, что люди разных убеждений вместе выходят с единым требованием соблюдения конституционного права граждан на свободу собраний. В этом известная правозащитница видит появление большего числа «точек согласия в нашем расколотом обществе». По мнению Людмилы Алексеевой «власти панически боятся создания традиции защиты конституционных прав» и именно поэтому каждый раз настаивают на переносе митинга с Триумфальной площади в разные другие места. Также Людмила Алексеева заявила, что поскольку участники «Стратегии-31», ввиду запрета со стороны властей, не используют атрибутов митинга — не берут с собой мегафон, не выходят с плакатами, а приходят на Триумфальную площадь лишь прикрепив к одежде значки с упоминанием 31 статьи Конституции, таким образом, по мнению правозащитницы, никаких законов они не нарушают.
22 марта 2010 года пресс-служба правительства Москвы сообщила, что запланированный на 31 марта митинг на Триумфальной площади вновь не был согласован московскими властями. Это стал уже шестой отказ подряд начиная с июля 2009 года. По информации властей вместо митинга в защиту свободы собраний на Триумфальной площади запланировано «культурно-просветительское мероприятие „День поколения“». В качестве альтернативы мэрия предложила организаторам «Стратегии-31» на выбор пять вариантов для переноса митинга — набережную Тараса Шевченко, Пушкинскую и Болотную площади, Чистопрудный бульвар и площадь около метро «Улица 1905 года» — и пообещала, что «организаторов несанкционированных мероприятий будут наказывать в соответствии с законом».
Организаторами санкционированного властями «Дня поколения» стали прокремлёвские молодёжные движения «Молодая гвардия Единой России», «Местные», «Россия молодая» и Российский союз сельской молодежи. Пресс-служба «МГЕР» сообщила, что планирует вывести на Триумфальную площадь не менее 5 тысяч человек. 27 марта 2010 года Людмила Алексеева, Эдуард Лимонов и Константин Косякин выступили с открытым обращением, в котором возложили ответственность за возможные беспорядки 31 марта 2010 года на чиновников московской мэрии. В обращении в частности говорилось:

«…Коварно скрыв в официальном ответе под „культурно-массовым мероприятием“ шабаш пяти тысяч прокремлевцев, мэрия Москвы, видимо, расчетливо пытается уйти от ответственности, взвалив всю ответственность на нас и на многострадальную милицию. Ошибочный расчет! Ответственность за новую Ходынку в центре столицы ляжет на московские власти. Если, не дай Бог, на Триумфальной будут задавленные, полетят со своих должностей не только все милицейские начальники, включая Рашида Нургалиева, но и мэр Москвы, а с ним множество столичных чиновников…»— Обращение заявителей акции 31 марта
Организаторы митинга «Стратегии-31» призвали руководство Москвы «одуматься и отменить шабаш прокремлёвцев на Триумфальной площади 31 марта», не мешать гражданам «мирно выйти на площадь в защиту 31-й статьи Конституции».

### 31 мая 2010
«По существующим в России законам такого рода митинги носят уведомительный, а не разрешительный характер. Никто не имеет права не разрешить проведение митинга, если он мирный, а именно так было 31-го числа. Власти обязаны зафиксировать желания группы граждан, которые называются заявителями, провести митинг, обеспечить его безопасность и нормальные условия прохождения».

#### Москва
19 мая 2010 года Мэрия Москвы в очередной раз отказала согласовать заявку на проведение 31 мая на Триумфальной площади митинга в защиту свободы собраний в России. Представитель мэрии мотивировал отказ тем, что на площади в это время должно состояться некое культурно-массовое мероприятие. Впоследствии стало известно, что имелась в виду акция прокремлёвских молодёжных организаций «День поколения. Донорство». При этом в документах Префектуры ЦАО и Правительства Москвы, переданных из ОВД в суды, фигурирует молодёжный фестиваль «Москва велосипедная», а доноры не упомянуты вовсе.
Помимо Москвы, в согласовании акций «Стратегии-31» было отказано в Санкт-Петербурге и многих других городах России.
Организаторы заявили, что не намерены отказываться от проведения акций и выйдут на Триумфальную площадь и площади в других городах, взяв с собой текст Конституции и значки с цифрами «31». Людмила Алексеева, Константин Косякин и Эдуард Лимонов обратились с открытым письмом к главным редакторам российских СМИ прийти на Триумфальную площадь, чтобы лично проконтролировать действия милиции и не допустить столкновений. «Мы понимаем, что наш, нестандартный в условиях России, призыв может показаться Вам и странным и наивным. Однако права и свободы граждан России за прошедшие годы драматически сузились настолько, что Триумфальная площадь — последний рубеж. Помогите её отстоять», — говорилось в письме главредам.
31 мая 2010 года Триумфальная площадь в Москве вновь была оцеплена милицией. Внутри оцепления представители прокремлёвских организаций развернули пункт приёма донорской крови, с трибуны на всю площадь звучали призывы «России нужна ваша кровь!». Однако, по свидетельствам очевидцев, постороннему человеку принять участие в этой благотворительной акции было невозможно. Так, например, попытки Бориса Надеждина и Владимира Тора (донора с многолетним стажем) пройти внутрь оцепления и сдать кровь встретили категорическое противодействие со стороны милиции и организаторов контр-акции. Не пустили Владимира Тора и в качестве корреспондента «Агентства политических новостей».
Катя Гордон выложила свою песню «Математика» с кадрами разгона демонстрации. Илья Яшин назвал песню «Гимном Триумфальной площади»

#### Санкт-Петербург
Помимо Москвы, в согласовании акций «Стратегии-31» было отказано в Санкт-Петербурге и многих других городах России.

#### Другие города России и за рубежом
Помимо Москвы, в согласовании акций «Стратегии-31» было отказано в Санкт-Петербурге и многих других городах России.

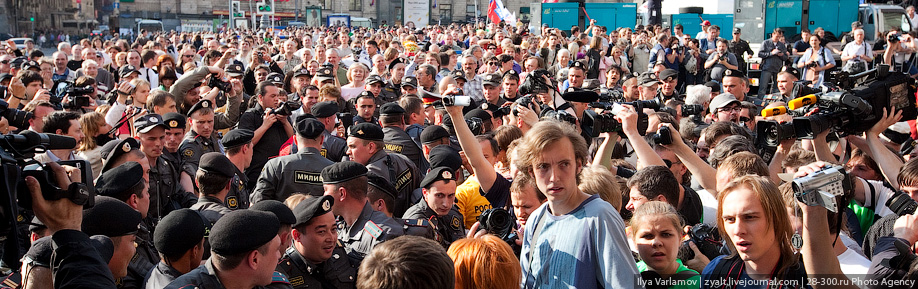
Москва, Триумфальная площадь, 31 мая 2010

### 31 июля 2010
На Триумфальной площади задержано 75 человек, в СПБ у Гостиного Двора задержано 60 человек. Есть пострадавшие. Незаконные действия одного из сотрудников ГУВД по Санкт-Петербургу («жемчужный прапорщик») получили широкую огласку.

### 31 августа 2010
Заявка на проведение митинга 31 августа на Триумфальной площади была подана 16 августа и традиционно отклонена — причиной послужило проведение на этом месте акции в поддержку донорства. Кроме того, 16 августа новостные агентства распространили информацию о начинающейся на днях реконструкции Триумфальной площади в Москве (строительстве подземной парковки). В связи с этим Людмила Алексеева заявила, что считает решение о реконструкции площади «ответом Чемберлена»: по её мнению, власть не хочет давать гражданам право митинговать в защиту 31-й статьи Конституции. Также она намерена проверить законность решения о реконструкции площади. Митинг посетили четверо депутатов Европарламента: председатель комитета по правам человека Хейди Хаутала из Финляндии, её заместитель Лайма Андрикене из Литвы, Тайс Берман из Голландии и Кристина Партельпог из Эстонии, которые выразили свою солидарность с участниками.

### 31 октября 2010

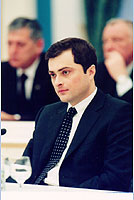
Владислав Сурков

Руководитель Московской Хельсинкской группы Л. Алексеева, бывшая вместе с Э. Лимоновым и деятелем Левого фронта К. Косякиным с августа 2009 года созаявителем акции на Триумфальной площади, после встречи с Владиславом Сурковым единолично договорилась с властями о проведении митинга с участием 800 человек и 200 журналистов (ранее предлагалось 200 участников, все трое заявителей отказались от этого предложения в пользу 1500 участников — именно столько, по мнению заявителей, собралось на прошлый митинг). Э. Лимонов, как автор и первый исторический заявитель Стратегии-31 (начиная с 31 января 2009 года), счёл этот поступок предательством, человечески непорядочным и юридически неправомерным (Алексеева — лишь третий и последний заявитель Стратегии-31): по его мнению, целью Стратегии-31 является свобода любых собраний, в том числе несанкционированных. Так как заявители акции поменялись, по мнению Лимонова правозащитники должны были подать новое заявление за 10 дней до своей акции. Однако мнение Лимонова и Косякина было равно проигнорировано как правозащитниками так и мэрией — по выражению Лимонова произошёл «рейдерский захват» Стратегии-31 правозащитниками, породивший впоследствии «полицейско-правозащитного урода».
По мнению Пономарёва, ограничение количества участников никак не сказывается на обеспечении милицией их безопасности, и закон об ответственности заявителей за превышение числа участников нужно менять. По мнению Орлова, для Алексеевой не является проблематичным выплата штрафа в случае превышения заявленного количества участников, однако Орлов не думает что у неё возникнут с этим какие-то проблемы. Другой причиной согласия Алексеевой на санкционированную акцию может являться её слабое здоровье, не позволяющее ей участвовать в несанкционированных митингах, при сохранении желания активного участия в Стратегии-31:

«Я убедилась, что мне в мои 83 года физически невозможно противостоять той давке, напору милиционеров и так далее. Я не буду выходить.»
По мнению Лимонова, Алексеева опасно приблизилась к власти своим участием в Общественной Палате РФ и других органах контроля за гражданским обществом. Людмила Алексеева также получала угрозы в свой адрес, но это не послужило решающим фактором изменения.
Многие эксперты объяснили данный «разлад» оппозиции разницей уровня требований к власти, который ниже у правозащитников, чем у леворадикалов. Так, если Алексеева считает принципиальным только дату (31 число), примерное место (Триумфальная площадь) и лозунг (31 статья), то Лимонов также выделяет (последние два в полном соответствии с 31-й статьёй Конституции):
- час: 18 часов
- точное место: непосредственно у памятника Маяковскому
- отсутствие партийной символики (перекликается с другим принципом — единством лозунга)
- несменяемость заявителей (не являлся принципиальным в случае принятия закона о запрете организации общественных акций лицами осуждёнными за организацию несогласованных акций[88], который Медведев отказался подписать)
- количество участников, не ниже последней акции; с 9 ноября 2010 года — неограниченное
- отсутствие тех полков милиции, которые не нужны для обеспечения безопасности

По мнению многих, в том числе Олега Кашина, Лимонов специально выдвигает заведомо унизительные для патерналистской власти требования (которые власть выдаёт за неприемлемые или грозящие безопасности прохожих), чтобы митинг оставался несанкционированным. В своей статье «Митинг? Только несогласованный!», проштудированной Кашиным, Лимонов не отвергает, но даёт теоретическое обоснование такому своему поведению. В ней он показывает, что санкционированный митинг полностью предсказуем, и поэтому интересен не рядовым гражданам, а только политическим активистам. Для абсолютной власти санкционированный митинг на её унизительных условиях (который от этого становится нелегально разрешённым, а значит несвободным) — способ самоутверждения. Поэтому только несанкционированный митинг даёт ощущение борьбы и реально противостоит монополии на власть. Обе формы митингов в ситуации России 2010 года не достигают выполнения выдвигаемых ими требований. Однако конфликтуальность, постоянство, непартийность и однонаправленность несанкционированных митингов оппозиции на фундаментальное требование соблюдения конституционных прав «изнуряют власть, лишают её уверенности в себе». При этом Лимонов предостерегает оппозицию от «соревнования митингов», которое может негативно повлиять на число участников на данной стадии «частичной мобилизации». В своей ежемесячной онлайн-видеоконференции от 4 ноября 2010 года, отвечая на вопрос о том, что будет когда митинг санкционируют на его условиях, Лимонов отвечает, что он выступит с такой пламенной речью, что на следующий митинг придёт 100 000 человек. В своей статье «Театр боевых действий», он заново ответил на тот же вопрос:

«Когда власть не станет ограничивать количество участников митингов и, придя на Триумфальную, мы не увидим там густую толпу милиционеров, тогда наступит торжество статьи 31-й статьи Конституции плюс победа граждан. И там же, на Триумфальной, мы объявим следующую статью Конституции, которую предстоит отвоевать.»
В итоге разногласий о принятии предложения мэрии, полностью списанного с Суркова, на Триумфальной площади 31 октября состоялось два митинга в защиту Конституции.

#### Санкционированный митинг

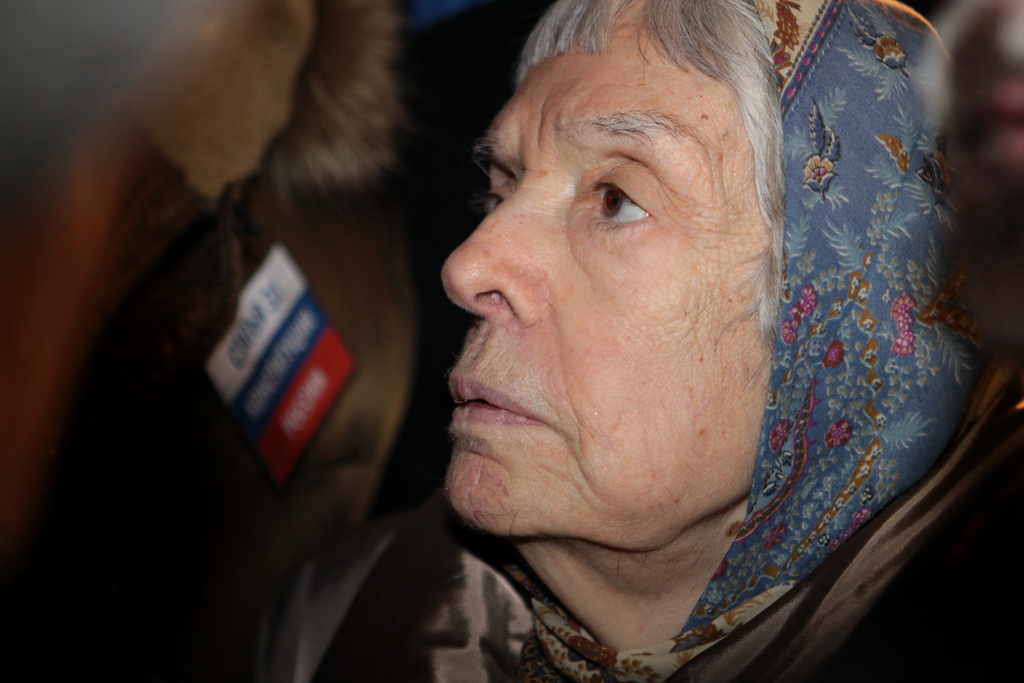
Алексеева на санкционированном митинге 31 октября 2010 года

На санкционированном митинге выступили известные правозащитники (Людмила Алексеева, Лев Пономарёв, Олег Орлов, Валерий Борщов), либералы (Борис Немцов, Илья Яшин), а также Сергей Удальцов, Евгения Чирикова, Катя Гордон.
Все кроме Алексеевой осудили действия милиции в отношении участников несанкционированного митинга, которых они до последнего ожидали увидеть на митинге санкционированном, в том числе Алексеева приглашала на него двух других исторических заявителей Стратегии-31. Борис Немцов даже призвал со сцены участников согласованного митинга принять участие в несанкционированном митинге. При этом, во время своей речи на словах 

«Мы бились за то, чтобы не только у нас с вами, но и у всей страны было право собираться и свободно высказывать свою точку зрения, в том числе и критическую по отношению к режиму»,
 Немцов отреагировал на появление группы участников несанкционированного митинга, кричавших традиционный лозунг «Свобода собраний всегда и везде», выступая против согласования, сказал им 

«Я вас поздравляю, это действительно круто. Это круто».
 После чего милиция схватила скандирующих и вынесла на территорию несанкционированного митинга. После того, как все выступления закончились, Яшин, Милов, Орлов и Немцов прорвали оцепление вокруг санкционированного митинга и вошли в колоннаду КЗ имени Чайковсковского, где проводился несанкционированный митинг.
Лимонов раскритиковал использование партийной символики, отказ от которой является одним из пунктов Стратегии-31, а также отсутствие кричалок и неподвижность участников, слушающих речи выступающих. Заявители санкционнированной акции выступили не как гражданские лица, но как главы правозащитных и других организаций, что также противоречит первоначальным принципам Стратегии-31.

#### Несанкционированный митинг
Около десяти минут Эдуард Лимонов кричал лозунги («Хотим свободу для всех — свободу без заборов!», «Вот чего вы добились!», «Позор!» и другие[уточнить]) в мегафон в колоннаде Концертного Зала имени Чайковского (видео: ), и даже успел произнести небольшую речь:

Позорно проводить такой митинг, который вы проводите! Оглянитесь вокруг — что это вокруг? Вот чего вы добились. Унизительно сидеть там, где вы сидите, в то время, как ваших товарищей здесь теснят!
Затем милиционеры схватили его и тащя по асфальту перенесли на митинг правозащитников. После этого Лимонов ретировался с площади. Группа нацболов попыталась с помощью болгарки распилить забор, закрывающий неначавшееся строительство подземной парковки. Около 8 участников несанкционированного митинга было задержано, других участников вталкивали на санкционированный митинг, что равнозначно задержанию, поскольку до прорыва барьеров протестующими милиция не выпускала их с санкционированного митинга. После превышения числа участников санкционированного митинга, барьеры между двумя митингами убрали и участники обоих мероприятий объединились у КЗ имени Чайковского.

#### Несанкционированное шествие
Часть из них в количестве 400 человек пошла стихийным, но самоорганизовавшимся «маршем несогласных» по Садовому кольцу в сторону Белого Дома. Отряд ОМОНа отрезал бо́льшую часть хвоста шествия, остальные были задержаны на подходах к Белому дому или скрылись в стороне прилегающих улиц. Задержано около 5 человек.

### 31 декабря 2010

#### Попытки преодоления разлада
В 20-х числах октября 2010 года требования заявителей были частично удовлетворены, несмотря на продолжающееся строительство подземной парковки (послужившей причиной отказа 31 августа). Людмила Алексеева согласилась на проведение митинга на Триумфальной площади на предложенной мэрией территории, добившись заверения чиновников мэрии о том, что всем мирным гражданам, пришедшим на Триумфальную площадь, будет гарантирована безопасность.

«Я не стала обсуждать вместимость предложенного участка, а спросила, гарантирует ли мэрия безопасность всех, кто придет на Триумфальную площадь. 

— Да, конечно. Всем, кто будет мирно себя вести, мы гарантируем безопасность, — сказал начальник отдела по безопасности Москвы г-н Кадацкий».— Людмила Алексеева
После этого пресс-служба мэрии распространила заявление, будто бы с Людмилой Алексеевой «согласован митинг численностью 800 человек». Такая формулировка была широко растиражирована СМИ.
13 декабря в Доме журналистов состоялась встреча между Людмилой Алексеевой с одной стороны, и Косякиным, Лимоновым и Авериным, с другой. Задуманная как попытка объединения сил для будущего митинга 31 декабря на Триумфальной, встреча не увенчалась успехом. В то время как вторая сторона приняла и текст уведомления, составленный стороной Алексеевой и их список заявиетелей из одиннадцати фамилий, Алексеева с гневом отвергла предложение второй стороны дополнить список заявителей членами Оргкомитета «Стратегии-31» также из десяти человек (среди них несколько представителей Солидарности, Обороны и ОГФ). Она намеревалась включить в число заявителей только Косякина и Лимонова. Они вынуждены были отказаться от такого условия «единения», которое они посчитали унизительным.
Таким образом, совместного списка из 23 человек не будет. Хотя, по мнению Александра Аверина, было бы логично: Алексеева плюс 10 человек, и Лимонов с Косякиным плюс 10 человек. Алексеева не считает Оргкомитет Стратегии-31 легитимным, хотя именно эти люди из разных оппозиционных организаций полтора года непосредственно готовили акции на Триумфальной — делали и распространяли стикеры и листовки, вели агитацию в блогах, проводили дебаты.
Вторым аргументом Людмилы Михайловны стало якобы мнение членов её списка заявителей. Три четверти этого списка, по словам Алексеевой, против совместной с Оргкомитетом Стратегии-31 заявки, только за включение в состав Лимонова и Косякина. Им и Аверину это показалось странным. Ведь многие поддерживают идею расширения списка заявителей. Они обзвонили людей из списка Алексеевой — Сергея Канаева, Евгению Чирикову, Михаила Кригера, Романа Доброхотова. Никто из них не был против. Мнение Льва Пономарева, Алексея Симонова, Олега Орлова, Юлии Башиновой им неизвестно. Сергей Удальцов на тот момент находился в ОВД. Аверин высказал надежду, что его товарищи по оппозиции сумеют убедить Людмилу Михайловну пересмотреть свою позицию и подать совместное уведомление.

#### Список Оргкомитета Стратегии-31
| 1. Эдуард Лимонов 2. Константин Косякин 3. Сергей Аксенов 4. Лолита Цария 5. Всеволод Чернозуб 6. Алексей Казаков 7. Александр Аверин 8. Сергей Фомченков 9. Алексей Сочнев 10. Анастасия Рыбаченко 11. Дмитрий Путенихин 12. Николай Авдюшенков 13. Андрей Горин 14. Алексей Лапшин | Список Людмилы Алексеевой: 1. Людмила Алексеева 2. Сергей Канаев 3. Евгения Чирикова 4. Михаил Кригер 5. Роман Доброхотов 6. Лев Пономарёв 7. Алексей Симонов 8. Олег Орлов 9. Юлия Башинова 10. Сергей Удальцов |

#### Дебаты
4 декабря в музее и общественном центре «Мир, прогресс, права человека» имени Андрея Сахарова прошли дебаты на тему «Стратегия-31: нужно ли оппозиции договариваться с властью?». В мероприятии приняли участие гражданские активисты, политики и правозащитники, организаторы также приглашали представителей администрации президента и мэрии, но никто из них не пришёл.
Дебаты на правах ведущего открыл Сергей Аксёнов, лидер московского отделения партии «Другая Россия», обозначив их как Собрание Свободных Граждан. Аксёнов выступил со вступительным словом, немного рассказав о «Стратегии-31» и возникшем конфликте в рядах организаторов. «Движение со скрипом и скрежетом развивается, но оно есть, живо. Оно необходимо гражданам и политической оппозиции», — сказал Аксенов.
Следующими выступили постоянные заявители уведомления проведения митинга по тридцать первым числам: лидер партии «Другая Россия» Эдуард Лимонов и Константин Косякин.
Эдуард Лимонов рассказал о достижениях в рамках Стратегии-31, о возникшем конфликте с Алексеевой и о взаимодействии с властями. «Мы, с разными политическими верованиями, за полтора года смогли объединиться, что от нас и требовал народ. Но настало 31 октября. Алексеева пошла против нас. Согласованный митинг — это победа над собой. По вопросам Конституции нельзя и вредно разговаривать с властью. Если договариваться — показать слабость. Я всегда готов вести переговоры с представителями власти, но не с низшими клерками-исполнителями, которые ничего не решают. С Сурковым я тоже встречаться не хочу, но с руководителем аппарата премьера это можно было бы обсудить». Мнение Эдуарда Лимонова разделил и Константин Косякин.
Выступил пришедший на дебаты Юрий Джибладзе, президент Центра развития демократии и прав человека и член Совета Уполномоченного по правам человека России. Джибладзе высказал мнение о том, что все же стоит вести переговоры с властью — «Мы (правозащитники) стараемся вести переговоры, но не поступаясь принципами. Даже самые бескомпромиссные люди в истории вели переговоры: Махатма Ганди, Мартин Лютер Кинг и другие».
Член федерального бюро ОДД «Солидарность» Илья Яшин призвал не устраивать раскол, а объединить усилия. «Стратегия-31 стала самым успешным проектом оппозиции за последнее время. Достигнут один из главных факторов — единство и братство участников. Сохранить единство — это сейчас для нас ключевая задача. Чтобы Стратегия-31 не развалилась, нужно выполнить три необходимых пункта. Первое — отказ от взаимного плевания друг на друга. Сейчас, например, некоторые наши товарищи другим предлагают выпить яд (прим. автора — имеется в виду случай, когда Э.Лимонов на страницах „Коммерсанта“ предложил Людмиле Алексеевой выпить цианистого калия)». В отличие от нас с вами, которые подставляют свои головы под дубинки ОМОНа, Алексеева, выходя на площадь, рискует своей жизнью. Второе — переговоры вести с властью нужно, но у нас должны быть в них принципиальные позиции. Требование власти исключить Лимонова из заявителей митинга — это возмутительно, это разрушает наше братство. Третье — необходимо создать условия, чтобы на Триумфальную площадь пришло как можно больше людей. Сейчас очевидно, на ближайшие митинги будет подаваться две заявки на проведение. Поэтому я предлагаю в этих условиях проводить совместный митинг, объединившись прямо на площади" — заявил Илья Яшин.
Далее выступил ответственный секретарь бюро ОДД «Солидарность» Михаил Шнейдер: «Мы находимся в той ситуации, когда невозможно объединить организаторов, но мы можем объединить участников. Присоединяюсь к мнению Яшина — нам нечего делить, хотя власти пытаются нас расколоть».
Исполнительный директор ОДД «Солидарность» Денис Билунов также согласился с Яшиным, добавив: «Важно понимать, что Стратегия-31 — важная часть для того, чтобы сменить власть, но это не все. Не менее важен также гражданский активизм, например то, что происходит вокруг Химкинского леса и строительства в Малом Козихинском переулке. Согласованные акции не менее важны, чем несогласованные».
Дискуссия собрала около 200 зрителей, выступило порядка 30 политических и общественных деятелей.

### Стратегия-31 исобытия на Манежной площади 11 декабря
Первым Эдуард Лимонов высказал своё желание видеть участников митинга против этнобандитизма на Триумфальной площади 31 декабря. Он аргументировал это тем, что девять его сторонников погибли, и он понимает гнев собравшихся почтить память Егора Свиридова.
Затем Александр Аверин оформил приглашение, подчеркнув что у двух акций уже есть общие участники с двух сторон. Он заметил, что наиболее радикальные из футбольных фанатов не примут приглашения, поскольку для них взаимно неприемлем союз с либералами.

### Уведомление
16 декабря утром в 8:01, в московскую мэрию было подано на имя мэра С. Собянина уведомление о том, что группа граждан проводит 31 декабря с 18 до 19 часов на Триумфальной площади публичное мероприятие — митинг. Цель митинга: Требуем соблюдения права граждан собираться мирно на площадях и улицах наших городов в соответствии со статьей 31-й Конституции РФ.
Количество участников: 2 500 человек.
Организаторы публичного мероприятия:
- Буковский Владимир Константинович,
- Косякин Константин Юрьевич,
- Савенко (Лимонов) Эдуард Вениаминович.

### 31 января 2010

#### Санкционирование

##### Правозащитники
После 31 декабря список правозащитников сократился вдвое, с 10-ти до 5-ти человек.

##### Россия Молодая
Румол в своём заявлении вызвался уступить место для митинга Алексеевой, но ни в коем случае Лимонову. Уведомление было подано первым и румоловцы санкционированно провели свой День Донора рядом с согласованным митингом Алексеевой.

### 31 марта 2010

#### Санкционирование

##### Оргкомитет
Сегодня в 08.40 утра мы, активисты митингов на Триумфальной, подали в мэрию, на имя Собянина С. С. Уведомление о том, что 31 марта нами будет проведено публичное мероприятие — митинг и демонстрация.
Цель митинга — традиционная, требуем соблюдения права граждан собираться на площадях и улицах наших городов, в соответствии со статьей 31-й конституции РФ. Митинг заявлен с 18.00 до 19.00 на Триумфальной площади возле памятника Маяковскому. Демонстрация по маршруту : Триумфальная площадь — ул. Тверская — Манежная площадь с 19.00 до 20.00.
В уведомлении мы заявили, что забор у памятника Маяковскому установлен незаконно, мешает нашей акции, и должен быть демонтирован. Мы также настаиваем на ограничении присутствия сотрудников милиции. Массированное присутствие милиции только накалит обстановку на акции.
На это раз мы расширили состав заявителей, включив в него, помимо традиционных уже заявителей В.Буковского, К.Косякина и Э.Лимонова,
Татьяну Кадиеву (активист Стратегии-31 с первого же дня), и бессменных членов Оргкомитета Стратегии, — Анастасию Рыбаченко (Солидарность) и Лолиту Цария (ОГФ).
Стратегия −31 будет оставаться непартийной коалицией протестующих граждан. Мы намерены восстановить общенародное единство создавшееся
на митингах на Триумфальной к октябрю 2010 года. Восстановить, усилить и превратить в кипящую лаву народного протеста.
— Эдуард Лимонов

##### Правозащитники
Правозащитница Людмила Алексеева, которая является одним из организаторов регулярных акций в защиту Конституции, решила провести не только митинг, но и шествие. Изменится не только формат акции, но и место проведения митинга. Об этом Алексеева заявила «Интерфаксу».
По словам правозащитницы, шествие должно пройти по Тверской улице от Триумфальной до Пушкинской площади, где запланирован митинг. Алексеева предполагает, что смена места митинга должно увеличить количество участников акции.

### 31 мая 2015
31 мая 2015 года акция была согласована с властями. В последнее время основной темой выступлений на Триумфальной площади была ситуация на юго-востоке Украины, в ходе митинга проводили сбор средств для беженцев и жителей Донбасса. Впервые московская мэрия согласовала митинг на Триумфальной площади в мае 2014 года. Это было связано с тем, что после аннексии Крыма Россией власти стали более терпимо относиться к сторонникам «Другой России» после того, как Лимонов фактически солидаризировался с российской внешней политикой.

### 31 августа 2018
31 августа шесть московских активисты «Другой России» провели очередную акцию на Триумфальной площади. Они развернули баннер с лозунгом «Запрещается запрещать», зажгли фаеры и разбросали листовки с требованием соблюдения прав граждан на мирные собрания. Все участники акции были задержаны.

## Мнения и оценки «Стратегии-31»

### В России

#### Сторонники «Стратегии-31»
- 31 декабря 2009 года сопредседатель партии «Правое дело» Леонид Гозман назвал действия властей, разогнавших митинг на Триумфальной площади, «глупостью» и «позором»[55]:

«Я не могу представить себе большей глупости, чем разгон мирной манифестации накануне Нового года и большего позора, чем задержание Людмилы Михайловны Алексеевой. Такого рода глупости, а точнее сказать, преступления подрывают надежду на позитивные изменения значительно больше, чем странные экономические и политические решения властей. Год, в котором было столько трагедий, завершается позором».
- 5 января 2010 года известная диссидентка и общественный деятель Валерия Новодворская в передаче «Особое мнение» на Эхо Москвы осудила действия властей по разгону акций «Стратегии-31»[96]:

«То есть здесь абсолютно не права власть. Имеют полное право. Вот, им нужна в новогоднюю ночь Конституция. Хотят — пусть встречают Новый год на Триумфальной площади. Пусть там ночуют, пусть поставят там палатки — имеют право. Каждый имеет право опираться на Конституцию, призывать к её защите и никто не имеет права это пресекать. Но власть настолько тупа — это же носорог, он ничего не соображает, он просто прёт вперед и поддевает рогом…»
- 29 января 2010 года в статье «Когда стыдно не прийти» активист движения «Солидарность» Роман Доброхотов, призвав присоединяться к акциям на Триумфальной площади, описал самые популярные причины отказа от участия в «Стратегии-31»:

«Возвращается традиция, когда образованному, уважающему себя человеку в определённый момент просто неприлично не быть на акции протеста. Тот, кто не придёт 31 января — либо просто настолько невежественен, что не знал об акции, либо настолько труслив, что не пришёл. Разумеется, никто не хочет чувствовать себя в таком дурацком положении и потому использует старый интеллигентский приём — „идиотские отговорки“».
- Заслуженный деятель искусств России писатель Григорий Остер накануне 31 января 2010 года так охарактеризовал предстоящую акцию на Триумфальной площади[97]:

«Эта акция не может быть бессмысленной, она необходима. В стране должно быть конституционное право на выражение своего несогласия с тем, что происходит. Если на этот митинг выйдет достаточно большое количество народу, затея Лимонова даст результаты. И тогда не надо будет ничего согласовывать, тогда нужно будет согласовывать несогласие с этим митингом».
- Уполномоченный по правам человека в Российской Федерации Владимир Лукин, присутствовавший 31 мая 2010 года на Триумфальной площади в качестве наблюдателя[98]:

«По существующим в России законам, никто не имеет права не разрешить проведение митинга, если он мирный, а именно так было 31-го числа. Власти обязаны зафиксировать желания группы граждан провести митинг, обеспечить его безопасность и нормальные условия прохождения. Этого сделано не было, поэтому незаконными, на мой взгляд, являются действия властей. Что касается милиции, то она без всякого конкретного повода выхватывала граждан, грубо тащила их по асфальту, ставила к стене с помощью грубого насилия. Это распространялось как на молодых и крепких, так и на ветеранов, инвалидов, чему я был сам свидетелем».

#### Противники «Стратегии-31»
- 31 декабря 2009 года активисты движения «Россия молодая» беспрепятственно провели на Триумфальной площади «контр-акцию „Дед Мороз против Плохого Санты“», раздавая листовки и скандируя лозунги «Плохой Санта GO HOME!», «Санта Клаус дуй на HOUSE!». В пресс-релизе движения говорилось:[99]

«Дед Мороз Против! Он против лжи „несогласных“, которая течет из уст Лимонова, Каспарова, Касьянова. Против вранья „правозащитников“, осваивающих зарубежные гранты. Против оранжевого переворота и развала России. Именно поэтому наш Дед Мороз вручил Плохому $анте билет „Москва — Нью-Йорк“».
- 1 февраля 2010 года телеведущий Владимир Познер в своей авторской передаче на Первом канале назвал акцию в защиту Конституции «антиконституционной»[100]:

«Предложив несогласным несколько вариантов, где можно проводить митинг, власти не нарушали Конституции совершенно, а вот возразив и сказав: „мы всё равно будем проводить, как хотим“, практически несогласные, ну, в общем-то, выступили против закона и не только закона. На мой взгляд, в данном случае они нарушают дух конституции. Я за гражданское неповиновение, когда речь идет о борьбе с репрессивными законами, тут надо бороться, но это не тот случай. Как мне кажется, то, что произошло, даже отдаляет перспективы развития демократии в России, чем приближает. По крайней мере, так мне кажется…»
- Директор Фонда исследований проблем демократии Максим Григорьев заявил, что вся идеология «Стратегии-31» основана на запрете акций[101]:

«Точно с таким же успехом они могут подать заявку на проведение своего митинга в Кремле или, скажем, в здании ФСБ — формально Конституция даёт такое право, там же не оговорены места, где массовые акции проводить нельзя. Но если взять, например, США, то американская полиция очень жёстко и на абсолютно законных основаниях разгоняет любые митинги и демонстрации, на которые не было получено разрешение».
- Вице-президент Центра политических технологий Георгий Чижов считает, что акция направлена исключительно для удовлетворения духовных потребностей автора идеи «Стратегии-31» Эдуарда Лимонова[101]:

«Тяга Лимонова к художественному самовыражению отнюдь не даёт ему права использовать живых людей в качестве пушечного мяса в батальных сценах с милицией. Если, например, художник Кулик раздевается догола и лает, как собака, — это личное дело художника Кулика. Он никого не зовет за собой и никого ни к чему не призывает. А писатель Лимонов для удовлетворения своих творческих и ещё каких угодно потребностей призывает людей на площади, прекрасно зная, что их там ждет ОМОН с дубинками… Для него это шоу, спектакль, перформанс, а люди реально получают по шее — в полном соответствии с законом…»
- Известный актёр и кинорежиссёр, член «Единой России» Фёдор Бондарчук, не присутствуя на Триумфальной площади, тем не менее, высказал следующее мнение:

«Не вижу причин для спора о том, что было 31 мая на Триумфальной площади. Там все было понятно. Была вменяемая молодежь, которая занималась правильным делом — сдавала кровь для детей. И были люди с дымовыми шашками и ядовитой кислотой, согласные они или несогласные, это не важно. <…> Так что хватит травить нашу милицию. Она защищает законы и наши права, то есть — нас. Получается, что милиционеры на Триумфальной площади — они и есть настоящие правозащитники. А вовсе не те, кто себя этим словом называют».

### За рубежом
- В январе 2010 года международная правозащитная организация «Amnesty International» высказала обеспокоенность запретом московских властей на проведение оппозицией и правозащитниками митингов в защиту 31-й статьи Конституции РФ, усмотрев в действиях властей политическую мотивацию. В своём заявлении Интерфаксу глава российского отделения «Amnesty International» Сергей Никитин говорил[54]:

«Мы уже обращались с призывом к органам власти Москвы снять препятствия к проведению митинга в защиту 31-й статьи Конституции РФ. Мы говорили, что 11 статья Европейской конвенции по правам человека также говорит о праве людей на свободное мирное шествие и демонстрацию».
- В первых числах января 2010 года Председатель Европарламента Ежи Бузек высказал возмущение тем, как милиция обращается с демонстрантами, среди которых была и лауреат премии имени Сахарова Людмила Алексеева[102]:

«Я глубоко разочарован и шокирован фактом задержания российских правозащитников в Москве. <…> В демократической стране у людей должно быть право на организованный протест, даже против правительства и властей».
Месяцем позже задержание на Триумфальной площади другого лауреата премии имени Сахарова Олега Орлова вызвало новые резкие заявления Председателя Европарламента:

«От имени Европейского парламента я хочу выразить своё потрясение сообщением о задержании 100 человек, в том числе главы правозащитного центра „Мемориал“ и лауреата премии имени Андрея Сахарова 2009 года Олега Орлова».
- 31 мая 2010 года президент Транснациональной радикальной партии Марко Паннелла в открытом письме президенту России Дмитрию Медведеву высказал «глубокое разочарование» запретом акции «Стратегии-31» в Ростове-на-Дону[104]:

«Мы глубоко разочарованы сообщением о том, что в Ростове-на-Дону власти помешали проведению акции в рамках „Стратегии-31“, несмотря на то что её организаторы подготовили её надлежащим образом. В отличие от вас, мы уверены, что саммит ЕС — Россия, совпавший по месту и времени с протестной акцией, мог извлечь пользу из возможности проведения такой мирной демонстрации, особенно учитывая тот факт, что её цели направлены на соблюдение тех самых принципов, единых для Евросоюза и Российской Федерации, о которых вы, господин президент, неоднократно заявляли в своих выступлениях».
- Председатель Комитета Европарламента по правам человека, депутат парламента Финляндии Хейди Хаутала, приняв 31 мая 2010 года участие в качестве наблюдателя в акции «Стратегии-31» в Санкт-Петербурге, обратила внимание на то, что к акциям оппозиции примыкает всё больше людей без какой-либо партийной принадлежности[105]:

«Стратегия явно работает, если привлекает простых граждан. Что касается ситуации в связи с проведением саммита ЕС — Россия, то руководство ЕС обязано не обойти вниманием жестокость, с которой были разогнаны акции протеста».
- 31 мая 2010 года в Праге на митинге в поддержку «Стратегии-31» лидер чешской партии ТОП 09, депутат парламента Чехии, бывший глава чешского МИДа Карел Шварценберг заявил[7]:

«Многие люди в Европе и Америке проявили к нам солидарность в трудные для нас годы в 1939-м, 1948-м и 1968-м. Думаю, наступило время и нам показать свою солидарность с гражданами России, чтобы те стали жить свободно».
31 августа 2010 митинги прошли в Лондоне -организатор Андрей Сидельников, Нью Йорке-организатор Наталья Пелевина, Торонто и Тель Авиве.
31 декабря 2010 г. в 18:00 по пекинскому времени флэш-моб в знак солидарности с участниками «Стратегии-31» впервые прошёл в Пекине, рядом с площадью Тяньаньмэнь. Вход на саму площадь был закрыт накануне в связи с праздничными предновогодними мероприятиями.

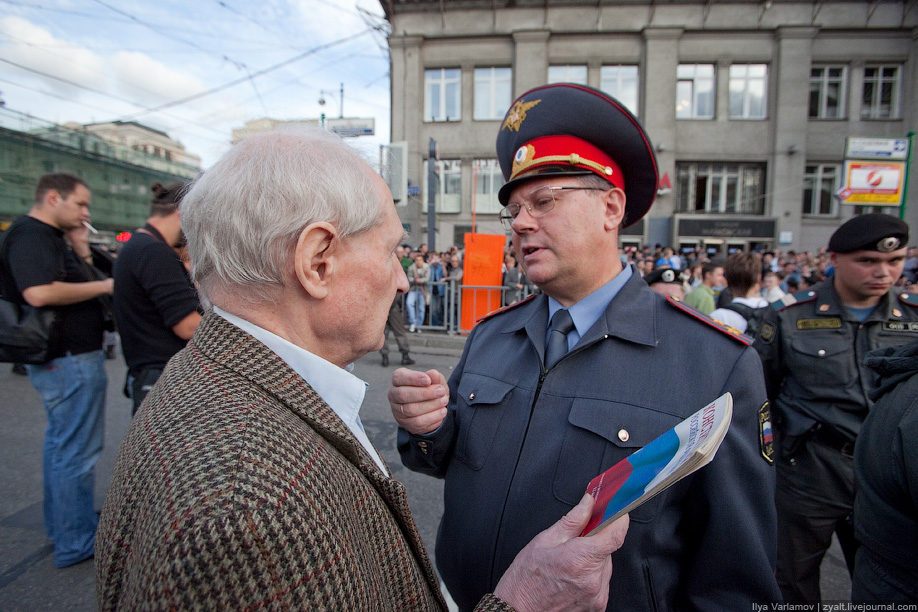
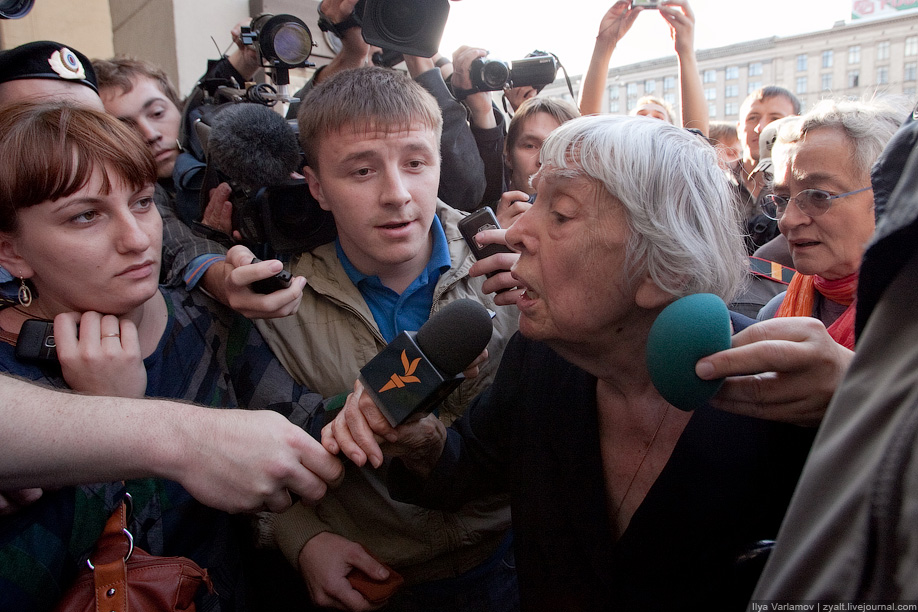
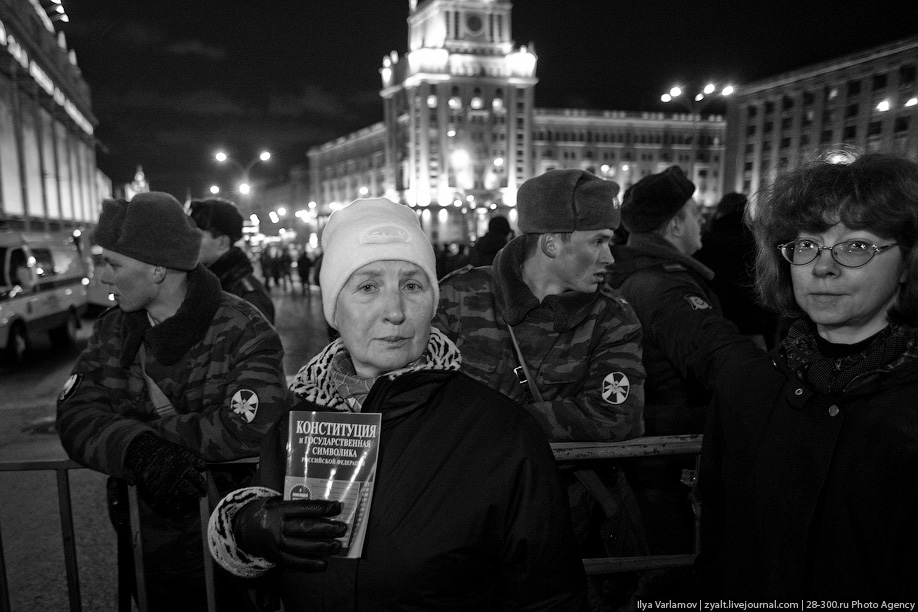
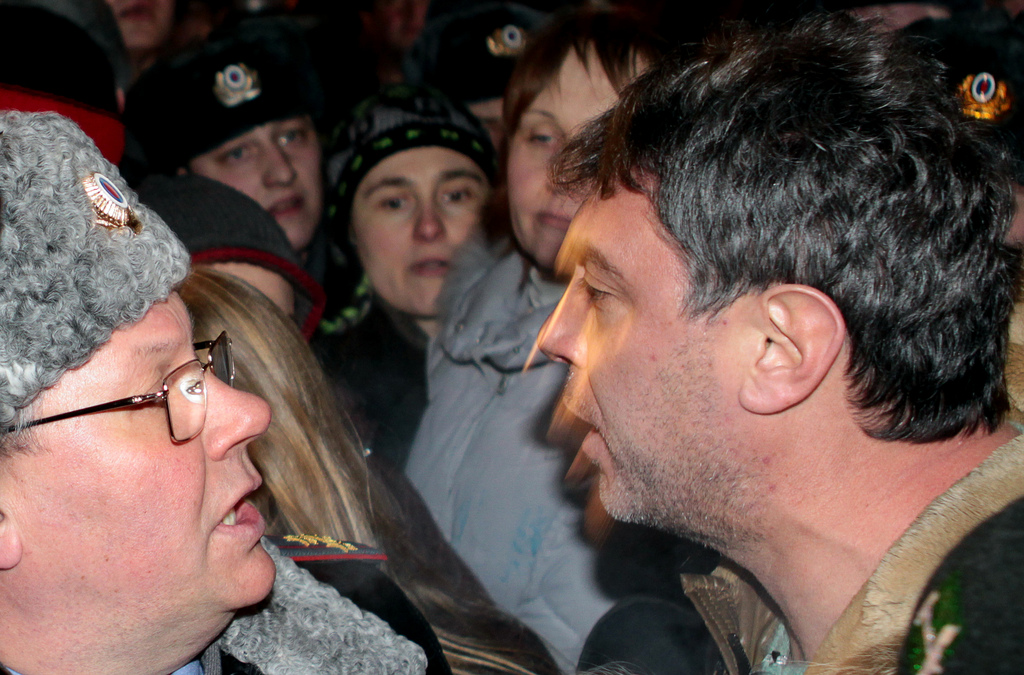

## Участники «Стратегии-31»

### Объединения
С момента объявления «Стратегии-31» в июле 2009 года основными участниками её акций были нацболы, сторонники Эдуарда Лимонова, активисты коалиции «Другая Россия» и «Левого фронта». В частном порядке в акциях принимали участие активисты некоторых либерально-демократических и левых движений.
С января 2010 года «Стратегию-31» официально поддержали:
- Московская Хельсинкская группа
- Правозащитный центр «Мемориал»
- Общероссийское движение «За права человека»
- Московское городское отделение ОДД «Солидарность»[106]
- Союз солидарности с политзаключёнными
- Движение «Оборона»
- Молодёжное движение «Мы»
- Народно-демократический союз молодёжи
- Социал-демократическая группа Левое Социалистическое Действие[107]
- Межрегиональное общественное движение «Защита прав участников строительства жилья»[108]
- Движение против нелегальной иммиграции[109]
- Национал-Демократический Альянс[110]
- Российский правозащитный ЛГБТ-проект «GayRussia»[111]
- Группа взаимопомощи ЛГБТ[112]

### Участники
Организаторы акций на Триумфальной площади в Москве:
- Эдуард Лимонов — политический деятель, писатель, автор идеи «Стратегии-31»;
- Людмила Алексеева — правозащитник, председатель МХГ;
- Косякин, Константин Юрьевич — активист Левого фронта.

### Наблюдатели
На акциях Стратегии-31 в разное время и в разных городах присутствовали в качестве наблюдателей:
- Владимир Лукин — Уполномоченный по правам человека в Российской Федерации;
- Хейди Хаутала — председатель Комитета Европарламента по правам человека, депутат парламента Финляндии[113][114];
- Лайма Андрикене — депутат Европарламента от Литвы, заместитель председателя Комитета Европарламента по правам человека;[115]
- Тийс Берман[англ.] — голландский политик, член Комитета Европарламента по правам человека;[115]

## Города, в которых проходили акции движения «Стратегия-31»

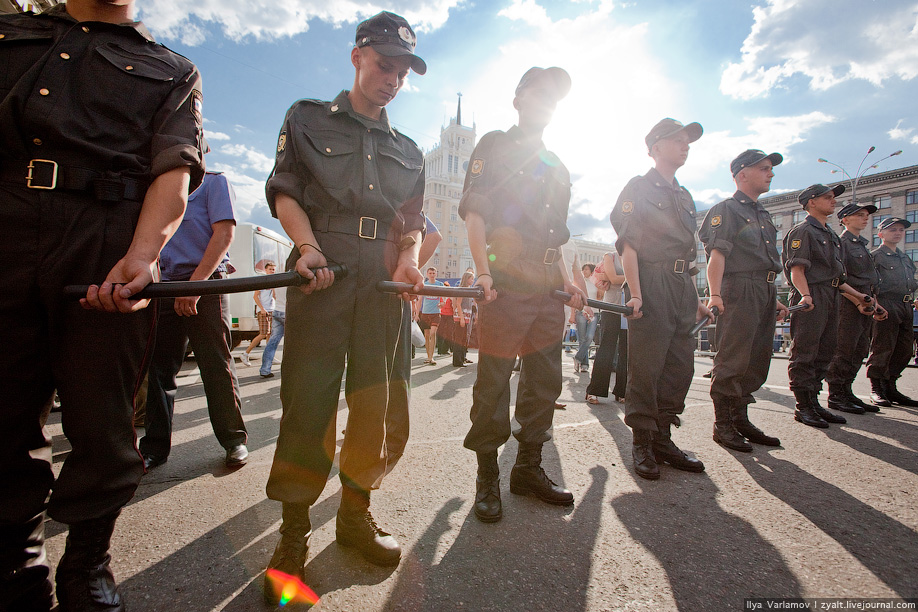
Триумфальная площадь 31 июля 2009. Фото Ильи Варламова

- С июля 2009 года акции в рамках «Стратегии-31» проходили в Москве и Астрахани.
- 31 января 2010 года участие приняло уже 19 городов страны[62][63][116][117][118][119]: Москва, Санкт-Петербург, Архангельск, Астрахань, Владивосток, Волгоград, Екатеринбург, Иркутск, Кемерово, Красноярск, Комсомольск-на-Амуре, Мурманск, Нижний Новгород, Омск, Псков, Ростов-на-Дону, Самара, Ульяновск и Ярославль.
- 31 марта 2010 года во всероссийском движении «Стратегия-31» участвовало уже 33 региона России[120]: Москва, Санкт-Петербург, Астрахань, Архангельск, Барнаул, Владивосток, Владимир, Волгоград, Вологда, Воронеж, Екатеринбург, Иваново, Иркутск, Киров, Красноярск, Курган, Мурманск, Нижний Новгород, Новосибирск, Новочеркасск, Омск, Оренбург, Ростов-на-Дону, Рязань, Саратов, Сочи, Сыктывкар, Таганрог, Ульяновск, Уфа, Чебоксары, Челябинск и Ярославль. В поддержку «Стратегии-31» были проведены пикеты в Берлине, Брно, Тель-Авиве и Хельсинки.
- 31 мая 2010 года акции «Стратегии-31» прошли в 41 городе России[121]: Москва, Санкт-Петербург, Архангельск, Астрахань, Барнаул, Владивосток, Владимир, Волгоград, Вологда, Воронеж, Екатеринбург, Иркутск, Кемерово, Киров, Комсомольск-на-Амуре, Краснодар, Красноярск, Курган, Мурманск, Нижний Новгород, Новосибирск, Новочеркасск, Обнинск, Омск, Оренбург, Пермь, Петрозаводск, Ростов-на-Дону, Рязань, Самара, Саратов, Таганрог, Томск, Тула, Ульяновск, Уфа, Чебоксары, Челябинск, Череповец, Элиста и Ярославль. 
В поддержку акции были проведены пикеты в Берлине, Коуволе, Турку и Хельсинки (организованы «Международной амнистией»)[3], а также в Брюсселе (совместная акция «Международной амнистии» и Европейской партии зелёных)[4], Киеве[5] и Праге[6][7].
- 31 октября 2010 года мероприятия прошли в 67 городах[122] (…регионах) России.
- 31 декабря 2010 года мероприятия должны были пройти в 70 городах России[85]
- В 18:00 по пекинскому времени флэш-моб в знак солидарности с участниками «Стратегии-31» впервые прошёл в Пекине, рядом с площадью Тяньаньмэнь. Вход на саму площадь был закрыт накануне в связи с праздничными предновогодними мероприятиями.